# Geranomyia opinator
Geranomyia opinator är en tvåvingeart som först beskrevs av Alexander 1950.  Geranomyia opinator ingår i släktet Geranomyia och familjen småharkrankar.
Artens utbredningsområde är Venezuela. Inga underarter finns listade i Catalogue of Life.